# Classe Blake
La classe Blake è stata una classe di incrociatori protetti di prima classe della Royal Navy britannica. Due sole unità vennero costruite, venendo impostate nel 1888 ed entrando in servizio tra il 1892 ed il 1894.

## Servizio
Le due unità erano ormai obsolete allo scoppio della prima guerra mondiale, durante la quale servirono come navi deposito. La Blenheim fu la più attiva, appoggiando le operazioni della Mediterranean Expeditionary Force durante la campagna dei Dardanelli e rimpatriando le salme di tre dignitari morti all'estero, il Principe Enrico di Battenberg, l'ex Primo Ministro canadese John Thompson e Sir Charles Tupper.

## Navi
| Nome     | Costruttori      | Motori   | Data di      | Data di          | Data di         |
| Nome     | Costruttori      | Motori   | Impostazione | Varo             | Completamento   |
| -------- | ---------------- | -------- | ------------ | ---------------- | --------------- |
| Blake    | Chatham Dockyard | Maudslay | luglio 1888  | 23 novembre 1889 | 2 febbraio 1892 |
| Blenheim | Thames Ironworks | Humphrys | ottobre 1888 | 5 luglio 1890    | 26 maggio 1894  |